# Naji Shushan
Naji Shushan (Tripoli, 14 de janeiro de 1981) é um ex-futebolista profissional líbio que atuava como defensor.

## Carreira
Naji Shushan representou o elenco da Seleção Líbia de Futebol no Campeonato Africano das Nações de 2006.